# S-Bahn di Hannover
La S-Bahn di Hannover (in tedesco S-Bahn Hannover) è un sistema di trasporto ferroviario suburbano gestito dalla SBH, sussidiaria della società francese Transdev. La S5 è in funzione 24/7 dalla stazione centrale all'aeroporto.

## Rete
- S 1 Minden - Hannover - Haste
- S 2 Nienburg - Hannover - Weetzen - Haste
- S 21 Hannover - Weetzen - Barsinghausen
- S 3 Hannover - Lehrte - Hildesheim
- S 4 Bennemühlen - Hannover - Hildesheim
- S 5 Hannover Flughafen - Hannover - Hameln - Bad Pyrmont - Paderborn
- S 51 Hameln - Springe - Hannover - Seelze
- S 6 Celle - Burgdorf - Hannover
- S 7 Celle - Burgdorf - Lehrte - Hannover
- S 8 Hannover Flughafen - Hannover Hbf - Hannover Messe/Laatzen (solo nel caso di manifestazioni fieristiche importanti)